# Čačanská rodna
Čačanská rodna (Prunus domestica 'Čačanská rodna') je ovocný strom, kultivar druhu slivoň z čeledi růžovitých. Je řazena mezi pološvestky. Plody jsou velké, chutné, sladké. Je vhodná pro přímou konzumaci a na zpracování.

## Původ
Byla vypěstována v Čačaku (Srbsko), zkřížením odrůd 'Wangenheimova' a 'Stanley'. 

## Vlastnosti
Růst středně bujný. Plodnost raná, pravidelná a často velmi vysoká. Částečně samosprašná odrůda, mezi opylovače patří Čačanská lepotica a Stanley. Zraje v první polovině srpna. Plodnost je brzká, velká a pravidelná. Vyžaduje teplé osluněné polohy, propustné živné půdy s dostatkem vlhkosti. Řez nutný.

## Plod
Plod podlouhlý, velký. Slupka modrá, ojíněná. Dužnina je zelenožlutá, jde dobře od pecky. Chuť sladce navinulá, slabě aromatická, výborná. Plody jsou vysoce cukernaté.

## Choroby a škůdci
Tolerantní k šarce, netrpí moniliózou. 